# Parides ascanius
Parides ascanius је врста лептира из породице једрилаца (лат. Papilionidae).

## Распрострањење
Бразил је једино познато природно станиште врсте.

## Станиште
Врста Parides ascanius има станиште на копну.

## Угроженост
Ова врста се сматра рањивом у погледу угрожености врсте од изумирања.